# Santa Maria da Feira (Beja)
Santa Maria da Feira (llamada oficialmente Beja (Santa Maria da Feira)) era una freguesia portuguesa del municipio de Beja, distrito de Beja.

## Historia
Fue suprimida el 28 de enero de 2013, en aplicación de una resolución de la Asamblea de la República portuguesa promulgada el 16 de enero de 2013 al unirse con la freguesia de Salvador, formando la nueva freguesia de Beja (Salvador e Santa Maria da Feira).